# Sierotipo
Il sierotipo (o serovar, in inglese) è, in microbiologia e virologia, un livello di classificazione di batteri e virus inferiore a quello specie, della quale costituisce l'equivalente di una sottospecie.
In particolare è possibile distinguere diversi sierotipi di una specie batterica o virale quando il materiale organico infetto (ad esempio sangue) reagisce positivamente solo con un determinato siero, contenente un anticorpo in grado di legarsi ad uno specifico antigene microbico: si possono 
allora distinguere tra di loro microrganismi appartenenti alla medesima specie, in base a differenze tra gli antigeni di superficie rilevabili solo mediante reazioni antigene-anticorpo.
La capacità di distinguere diversi sierotipi all'interno di una specie è di molto aumentata con lo sviluppo di nuove tecniche diagnostiche che sfruttano le proprietà degli anticorpi monoclonali di reagire in modo altamente specifico con determinati antigeni.
La possibilità di riconoscere con precisione un determinato sierotipo è molto importante per l'epidemiologia di alcune malattie infettive, perché permette di ricostruire la provenienza e la circolazione dell'infezione; anche per l'allestimento di vaccini è importante distinguere i diversi sierotipi di un agente patogeno, per poter preparare vaccini protettivi verso le sue possibili varianti.
Tra gli agenti patogeni distinti in numerosi sierotipi si ricordano Salmonelle e gli Streptococchi.